# 奈良市立辰市小学校
奈良市立辰市小学校（ならしりつ たついちしょうがっこう）は、奈良県奈良市西九条町一丁目にある公立小学校。

## 通学区域
- 杏町、西九条町、西九条町一丁目、西九条町二丁目、西九条町三丁目、西九条町四丁目、西九条町五丁目、東九条町の一部（岩井川以南）、八条町の一部（国道24号以東、岩井川以南）[1]

※卒業後は基本的に奈良市立都南中学校に進学する。

## 通学区域が隣接している学校
- 奈良市立明治小学校
- 奈良市立済美南小学校
- 奈良市立大安寺小学校
- 奈良市立都跡小学校
- 大和郡山市立郡山北小学校
- 大和郡山市立平和小学校